# CajsaStina Åkerström
CajsaStina Åkerström (født 16. august 1967 i Stockholm) er svensk visesanger, som nu bor i Halltorp i Kalmar kommun. Hun er datter af visesangeren Fred Åkerström. Da faren døde i 1985, trak hun sig tilbage fra musiklivet og uddannede sig til arkæolog. Hun vendte tilbage i 1991 med eget materiale, og pladedebuterede nogle år senere. I 1994 havde hun et større hit i Sverige med sangen Fråga stjärnorna.
I 2005 blev hun tildelt Fred Åkerström-stipendiet, som blev indstiftet efter faderens død.

## Diskografi
- Cajsa Stina (1994)
- Klädd för att gå (1996)
- Cirklar (1998)
- En bit på väg - CajsaStina Åkerströms bästa (2001)
- Picknick (2001)
- Huset med de arton rummen (sang: CajsaStina / tekstlæsing: Stina Ekblad) (2003)
- De vackraste orden - Tio visor (2005)
- Kärleken finns överallt (2006)
- Visor från förr och nu (2007)
- Visor från när och fjärran (2011)
- Balladen om Eken (2013)
- Vreden och stormen (2015)

## Priser og udmærkelser (udvalg)
- 2005 – Fred Åkerström-stipendiet
- 2009 – Ferlin Sällskapets Trubadurpris